# Hypolytrum nemorum
Hypolytrum nemorum là loài thực vật có hoa trong họ Cói. Loài này được (Vahl) Spreng. mô tả khoa học đầu tiên năm 1825.